# Matei Alexandru

Matei Alexandru (n. 25 decembrie 1927, Goioasa, județul Bacău - d. 1 iulie 2014, București) a fost un actor român.

## Biografie
S-a născut la  25 decembrie 1927 la Goioasa (județul Bacău).
A absolvit Institutul de Artă Teatrală și Cinematografică "I.L. Caragiale" secția actorie în 1951, deși începuse facultatea la Iași, în anul 1948. Fost deținut politic, închis, împreună cu tatăl Matei Dumitru și fratele Matei Octavian, este dat afară din facultate... Revine, la București, unde-și continuă facultatea. Tatăl - Matei Dumitru, fost fruntaș liberal, are funcția de primar al comunei Goioasa. Primar fiind, nu și-a luat niciodată indemnizația, lăsând-o în beneficiul obștii.  Părinții sunt deportați, toate bunurile confiscate, iar tânărul student este nevoit să muncească  pentru a se întreține. Noaptea descărca vagoane de marfă în Gara Obor, iar ziua mergea la facultate și...figurație la Teatrul Național, la Radio și unde i se mai oferea posibilitatea...65 de ani pe scena Naționalului bucureștean.
Matei Alexandru a interpretat roluri în film, radio și televiziune, dar a fost prezent și pe scena teatrului. De asemenea, a semnat regia unor spectacole de teatru TV.
Pe scena teatrului a jucat în piese de Jaroslav Hašek, Molière, Eugene O'Neill, Friedrich Dürrenmatt, Carlo Goldoni, Ion Luca Caragiale, Anton Cehov și Mihail Sebastian.
Printre filmele în care a jucat se numără Weekend cu mama (2009), Niki Ardelean, colonel în rezervă (2003), Corul Pompierilor (2000), Mușchetarii în vacanță (1984), Grăbește-te încet (1981), Elixirul tinereții (1975) și Ultimul cartuș (1973).

## Distincții
- Ordinul Meritul Cultural clasa a IV-a (6 noiembrie 1967) „pentru merite deosebite în domeniul artei dramatice”[2]

Printre premii și distincții obținute se numără premiul național la Concursul Tinerilor Actori, pentru piesa "Steaguri pe tunuri", Ordinul Meritul Cultural în grad de Ofițer, în 2004, premiul de creație, pentru rolul sufleurul Smărăndache din Căruța cu paiațe, de Mircea Ștefănescu, în 1978, premiul I pentru Interpretare la Concursul Tinerilor artiști din teatrele dramatice, în 1957, și mențiune pentru realizarea rolului Adam în "Preludiu", la Decada dramaturgiei originale, în 1956.
2002 - Societar de Onoare al Teatrului Național I.L.Caragiale
2004 - Ordinul Meritul Cultural în grad de ofițer
2012 - Gala Premiilor UNITER - Premiul pentru întreaga activitate.

## Filmografie

### Actor
- Ciulinii Bărăganului (1958)
- Când primăvara e fierbinte (1960)
- Un surîs în plină vară (1964) - Colae
- Neamul Șoimăreștilor (1965)
- Cartierul veseliei (1965)
- Răscoala (1966)
- Vremea zăpezilor (1966)
- Șapte băieți și o ștrengăriță (1967) - dublaj de voce
- Războiul domnițelor (1969)
- Doi bărbați pentru o moarte (1970)
- Castelul condamnaților (1970) - maiorul Matei
- Canarul și viscolul (1970)
- Facerea lumii (1971) - Anghel, președintele sindicatului
- Frații (1971)
- Ultimul cartuș (1973)
- Conspirația (1973)
- Porțile albastre ale orașului (1974) - col. Caragea
- Elixirul tinereții (1975)
- Cantemir (1975)
- Mușchetarul român (1975)
- Alarmă în Deltă (1976) - tâlharul Jan
- Ultimele zile ale verii (1976) - ing. Popovici
- Tufă de Veneția (1977)
- Războiul Independenței (Serial TV) (1977)
- Ediție specială (1978)
- Ciocolată cu alune (1979)
- Falansterul (1979)
- Omul care ne trebuie (1979)
- Dumbrava minunată (1980) - Vasilian
- Grăbește-te încet (1982)
- Orgolii (1982) - prof. Crețu
- Femeia din Ursa Mare (1982)
- Mușchetarii în vacanță (1985)
- Enigmele se explică în zori (1989)
- Miss Litoral (1991)
- Triunghiul morții (1999)
- Niki Ardelean, colonel în rezervă (2003)

- Weekend cu mama, 2009 - șoferul de taxi
- Stejarul, 1992 (Butușină)
- Miezul fierbinte al pâinii, 1983
- Visul unei nopți de iarnă, 1980 (film TV)
- Jucătorii de cărți, 1977 (film TV)
- Doctor fără voie, 1976 (film TV)
- Cerul începe la etajul III, 1967 - Cazacu
- Les fêtes galantes, 1965
- Când primăvara e fierbinte, 1960

## Teatru

### Actorie
| - Duncan, regele Scoției - Macbeth de William Shakespeare, regia Radu Penciulescu, 2011 - Antonio - "Sâmbătă, duminică, luni" de Eduardo de Filippo, regia Dinu Cernescu, 2007 - Bătrânul servitor - "Neînțelegerea" de Albert Camus, regia Felix Alexa, 2006 - Aristotel Matac - "Idolul și Ion Anapoda" de G.M. Zamfirescu, regia Ion Cojar, 2006 - Ferapont - Trei surori de A.P. Cehov, regia Yuri Krasovski, 2002 - Tatăl, Murovski - "Nunta lui Krecinski" de Aleksandr Vasilievici Suhovo-Kobilin, regia Felix Alexa, 2000 - Crysal - "Femeile savante" de J.B.P. Molière, regia Lucian Giurchescu, 1999 - Mache - "Generația de sacrificiu" de I. Valjan, regia Dinu Cernescu, 1999 - Primarul - "Omul care a văzut moartea" de Victor Eftimiu, regia Mihai Manolescu, 1997 - Tatăl Ondinei - "Ondine" de Jean Giraudoux, regia Horea Popescu, 1994 - Simon - Bădăranii de Carlo Goldoni, regia Victor Moldovan, 1988 - Pristanda - O scrisoare pierdută de Ion Luca Caragiale, regia Radu Beligan, 1979 - Rostanev - "Însemnările unui necunoscut" de Feodor Dostoievski, regia Ion Cojar, 1979 - Sufleurul - "Căruța cu paiațe" de Mircea Ștefănescu, regia Mihai Berechet, 1978 - Otto Katz - "Peripețiile bravului soldat Svejk" de Jaroslav Hasek, regia Dem Rădulescu, 1975 - Primul Secretar - "Comoara din deal" de Corneliu Marcu, regia Ion Cojar, 1975 - Georges Martois - "Un fluture pe lampă" de Paul Everac, regia Horea Popescu, 1972 - Dumitru - "Să nu-ți faci prăvălie cu scară" de Eugen Barbu, regia Sanda Manu, 1971 - Bogoiu - "Jocul de-a vacanța" de Mihail Sebastian, regia Mihai Berechet, 1971 - Alexis - Idiotul de Feodor Dostoievski, regia Alexandru Finți, 1969 - George - Oameni și soareci de John Steinbeck, regia Alexandru Finți]], 1965 - Simion - "Patima de sub ulmi" de Eugene O'Neill, regia Horea Popescu, 1964 - Jupân Jacques - Avarul de J.B.P. Molière, regia Alexandru Finți, 1963 - Alfred III - "Vizita bătrânei doamne" de Friedrich Durrenmatt, regia Moni Ghelerter, 1963 - Orgon - Tartuffe de J.B.P. Molière, regia Ion Finteșteanu, 1960 - Spirache - Titanic vals de Tudor Mușatescu, regia Sică Alexandrescu, 1960 - Serghei - "Poveste din Irkutsk" de Aleksei Nicolaevici Arbuzov, regia Radu Beligan, 1960 - Primarul - "Milionarii" de Ion Istrati, regia Lia Niculescu, 1961 - Pedro Crespo - "Judecătorul din Zalameea" de Pedro Calderón de la Barca, regia Dinu Cernescu, 1960 - Ipolit - "A treia patetică" de Nikolai Pogodin, regia Moni Ghelerter, 1959 - Ripafrata - "Hangița" de Carlo Goldoni, regia Sică Alexandrescu, 1958 - Levsin - "Dușmanii" de Maxim Gorki, regia Alexandru Finți, 1958 - Inspector Prell - "Institutorii" de Otto Eugen Ernst, regia Ion Finteșteanu, 1957 - Solomon Blum - "Steaguri pe tunuri" de A.S. Makarenco, regia Ion Cojar, 1957 - Gurău - "Ziariștii" de Alexandru Mirodan, regia Moni Ghelerter, 1956 - Chirică - "Omul cu mârțoaga" de George Ciprian, regia Alexandru Finți, 1956 - Ciocirtău - "Funcționarul de la domenii" de Petre Locusteanu - Nae Ipingescu - O noapte furtunoasă de Ion Luca Caragiale, regia Sică Alexandrescu, 1952 - Marin Hampu - "Ziua cea mare" de Maria Banuș, regia Moni Ghelerter, 1950 - Mengo - "Fântâna Turmelor" de Lope de Vega, regia Valentina Balogh, Tiberiu Penția, 1959 - Svejk - "Soldatul Svejk" de Jaroslav Hasek, regia Dinu Cernescu, 1959 - Institutorii de Otto Eugen Ernst - Don Gil de ciorap verde de Tirso de Molina - Rușinea familiei de Eduardo de Filippo - Gaițele de Alexandru Kirițescu - Boeing-Boeing de Marc Camoletti - Fata fără zestre de Aleksandr Nikolaevich Ostrovski - Actorul care joacă Hamlet de Mihail Sorbul - Doctor în filosofie de Bronislav Nușici - Funcționarul de la domenii de Petre Locusteanu - Jocul de-a vacanța de Mihail Sebastian |